# زمین‌لرزه ۱۴۰۰ هرمزگان
زمین‌لرزه های ۱۴۰۰ هرمزگان دو زمین لرزه بافاصله کمتر از ۱ دقیقه به بزرگی ۶٫۴ و ۶٫۳ در مقیاس بزرگای گشتاوری عصر یکشنبه ۲۳ آبان ۱۴۰۰ در نزدیکی فین، استان هرمزگان، در ژرفای ۱۵ و ۱۶ کیلومتری رخ داد. کانون زمین‌لرزه ها ۲۴ کیلومتری شهر فین استان هرمزگان بود. عمق زمین‌لرزه ها ۱۵ و ۱۶ کیلومتر بود. این زمین‌لرزه ها در شهر های کرمان و دبی نیز احساس شد.این زلزله ٢ کشته و ١٠۴ زخمی برجای گذاشت.

## مشخصات
- بزرگی زلزله: ۶٫۴ و ۶٫۳
- نوع بزرگی: MN
- موقعیت رومرکز زلزله: ۲۷٫۵۶ شمالی و ۵۶٫۱۳ شرقی
- عمق: ۱۵ کیلومتر،۱۶ کیلومتر
- عدم قطعیت مکانی: ۵٫۲۲+/- کیلومتر در جهت شمالی - جنوبی

۴٫۴۴+/- کیلومتر در جهت شرقی - غربی
- منطقه: استان هرمزگان
- فاصله‌ها:
۲۵ کیلومتری فین ، هرمزگان
۴۳ کیلومتری قلعه قاضی ، هرمزگان
۴۴ کیلومتری بندرعباس ، مرکز استان هرمزگان

## پس‌لرزه‌ها
- ۶٫۴ ریشتر -ساعت: ۱۵:۳۷:۰۴٫۳ (لرزه اصلی)
- ۶٫۳ ریشتر -ساعت: ۱۵:۳۸:۳۸٫۰(لرزه اصلی)
- ۴٫۰ ریشتر -ساعت: ۱۶:۱۰:۵۲٫۸
- ۴٫۰ ریشتر -ساعت: ۱۶:۲۲:۳۸٫۳
- ۳٫۹ ریشتر -ساعت: ۱۶:۴۳:۱۵٫۶
- ۳٫۴ ریشتر -ساعت: ۱۷:۱۴:۵۱٫۱
- ۴٫۵ ریشتر -ساعت: ۱۷:۳۲:۵۴٫۸
- ۳٫۵ ریشتر -ساعت: ۱۷:۴۳:۵۵٫۸
- ۴٫۰ ریشتر -ساعت: ۱۷:۵۴:۰۷٫۵

و …

## تلفات
در گزارش‌های اولیه یک کشته بر اثر سقوط تیر برق در بندرعباس و ۴۷ نفر مصدوم گزارش شده‌است.
تا ۲۵ آبان، تعداد مصدومان به ۱۰۴ نفر افزایش یافته‌است. به گفته مهرداد حسن‌زاده، مدیرکل مدیریت بحران استانداری هرمزگان ۷۰ درصد خانه‌ها در شهر فین تخریب شده‌اند. وی همچنین گفت «بیشترین خسارت‌ها به روستاهای گیشان غربی، آب شیرین، رودشور، ذورتو پائین و بالا و فین (هرمزگان) شده‌است».
استاندار هرمزگان با بیان اینکه ۲۱۰۰ واحد تعمیری و ۶۶۰ واحد احداثی خواهیم‌داشت، میزان خسارت زلزله را ۷۰۰ میلیارد تومان برآورد کرد.